# Герб Твери
Герб Твери — один из официальных символов муниципального образования городской округ город Тверь Тверской области Российской Федерации. Утверждён Решениями Тверской городской Думы № 66 от 25 мая 1999 года и № 32 от 22 февраля 2000 года. Герб внесён в Государственный геральдический регистр Российской Федерации под регистрационным номером 700.

## Описание и обоснование символики
Официальное описание герба:
В червлёном (красном) поле на золотом стуле (без спинки), покрытом зелёной, с золотыми кистями и шнуром по краю, подушкой — золотая, украшенная зелёными самоцветами корона о пяти видимых листовидных зубцах — трёх больших, перемежающихся двумя меньшими.
Герб может воспроизводиться с короной соответствующего образца и со знаком города воинской славы — двумя скрещёнными серебряными мечами с золотыми рукоятями за короной.
Герб Твери соответствует историческому гербу Твери, утверждённому 10 октября 1780 года императрицей Екатериной II и внесённому в Полное Собрание Законов Российской Империи. 
Авторы реконструкции: В. И. Лавренов, В. А. Давыдов, А. В. Ушаков, К. Е. Фёдоров.

## История

### XVI век
Тверской герб — один из древнейших в российской геральдике. В XVI веке в Русском государстве территориальные эмблемы изображались в основном на печатях, скреплявших международные акты, и впервые изображение эмблемы Тверской земли фиксируется на государственной печати Ивана IV. В литературе эмблемы на печати Ивана Грозного принято называть гербами городов, хотя надписи вокруг эмблемы свидетельствуют, что изображены печати, и не городов, а земель, областей, княжеств, царств. Также эмблемы на печати показывают отсутствие стабильности и несоответствие подписей действительной печати или эмблеме, впоследствии считавшейся гербом. Надпись «печать великого княжества Смоленского» идёт вокруг изображения трона с лежащей на нём шапкой (то есть позднейшего тверского герба); на тверской печати изображён зверь (вероятно, медведь) и надпись «печать великого княжества Тверского». А. Б. Лакиер предполагал, что это произошло либо «по общепринятому для всех бывших великих княжеств символу», либо просто по ошибке мастера, потому что великому княжеству Тверскому на большой печати в свою очередь присвоена эмблема ярославского герба — медведь. Н. А. Соболева отмечала, что говорить о перепутанности в данном случае не корректно, так как не известно более ранних источников. Истоки и смысл эмблем на печати не вполне ясны, однако с большой вероятностью можно сказать, что они создавались в окружении Ивана IV специально для большой печати, может быть, с использованием образов из христианской литературы и местных легенд. Корона на престоле — это редкий сюжет, связанный с ранним христианским искусством. Его можно интерпретировать, как символическое изображение Христа Вседержителя.

### XVII век
В первой половине XVII в. тип тверской эмблемы, впоследствии становящийся устойчивым, сформировывается окончательно. В первой половине XVII века эмблемы земель перемещаются с печатей на предметы дворцового быта, и тверская эмблема изображена на покровце, покрывающей трон царя Михаила Фёдоровича. Изображение представляет собой стул без спинки, на нём корона, надпись — «печать тферская». Здесь впервые изображение короны на престоле прочно соотносится с Тверской землёй. Известно гербовое знамя царя Алексея Михайловича 1668 года, которое украшено эмблемами российских земель. На кайме у древка, в клеймах, написана красками тверская эмблема.

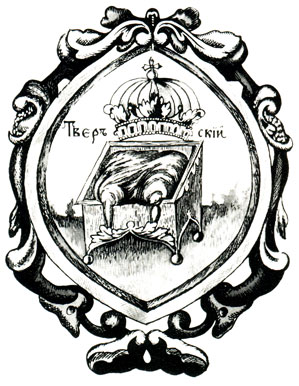
Герб княжества Тверского из Титулярника 1672 года

В 1672 году был составлен «Царский титулярник» — рукописная книга, в которой изображены 33 герба царств, княжеств и земель, названия которых входили в царский титул. По-видимому, лишь условно их можно отнести к гербам; скорее, это рисунки эмблем, ибо в них отсутствуют стилизация, присущая гербу, определённая геральдическая ориентация фигур, геральдическая цветовая гамма и т. д. Эмблемы Титулярника почти без изменений используются в создаваемых затем городских гербах. Тверская эмблема описана как «стул без спинки, на нём два хлеба, сверху корона с крестом: "Тверъский"». Писали тверской герб золотописцы Оружейной Палаты Григорий Благушин, Фёдор Лопов, Матвей Андреев.
Тверской герб, наряду с гербами других титульных земель, появляется ещё на нескольких источниках последней четверти XVII века, например, на золотой тарелке царя Алексея Михайловича, датируемой 1675 годом, на которой изображены земельные гербы Российского царства. На тарелке изображён трон, сверху на спинке корона, надпись — «Печать тверъская». В дневнике австрийского дипломата И. Г. Корба помещён рисунок государственной печати России. На нём изображён коронованный двуглавый орёл и около трёх десятков земельных эмблем. Тверская эмблема та же, что и в Титулярнике, надпись — «Tweria». Также в Архиве московской Оружейной палаты сохранились описания прапоров XVII века с некоторыми земельными эмблемами, в том числе тверской — «престол с коруною, на коруне крест». 
Возможно, что закрепление за Тверью эмблемы с изображением шапки Мономаха и престола связано с именем Дмитрия Ивановича, внука Ивана III. С одной стороны, после падения Твери в 1485 году отец Дмитрия Ивановича, Иван Иванович Молодой, был пожалован Тверским великим княжением, кроме того, по матери он был внуком великого князя Тверского Бориса Александровича, а его жена была двоюродной сестрой супруги последнего тверского князя Михаила Борисовича. С другой стороны, Дмитрий Иванович был первым Рюриковичем, прошедшим обряд венчания на царство. Таким образом, использование изображения престола с короной как титулярного герба Тверского княжества служило историко-правовым обоснованием царской власти, наглядным воплощением легитимизации которой служила шапка Мономаха, в византийском происхождении которой не сомневались до второй половины XIX века. 
В целом можно говорить, что композиционное решение тверской эмблемы и её смысловое сходство с эмблемой новгородской, определённая тождественность этих двух изображений, преобладание сюжетов, которые можно толковать как христианские символы, свидетельствует о наличии определённой религиозной доктрины и стремлении выразить представление о царской власти с помощью символов многовекового церковного наследия, отражённого в христианском искусстве, Священном Писании и творениях святых Отцов. Идейным выразителем этой доктрины был митрополит Макарий, под непосредственным руководством которого возникла школа «царских живописцев». В системе символов, выражающих понятие о ранге, важнейшее место, которое занимало изображение головных уборов и престолов и их регламентированное употребление (корона царская или княжеская) свидетельствует об формировании представлений о подобном изображении как о коронационной эмблеме. Рассмотрение этимологического значения используемых для описания тверского герба терминов, говорит о сохранении за ними тех представлений о власти, которые были характерны для русского средневековья.

### XVIII век

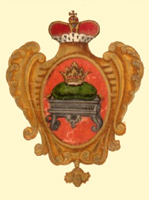
Герб Твери из «Знамённого гербовника» 1730 года

В 1712 году в Российской империи были введены знамёна с территориальными гербами, созданные в Оружейной палате. Изображение тверской эмблемы было взято из «Титулярника», знамёна Тверского полка были зелёные, с изображением в верхнем углу, у древка, золотого трона, под короной.

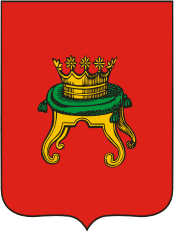
Герб города Твери и Тверской губернии 1780 года

В ходе своей деятельности по составлению гербов российских городов герольдмейстер Ф. М. Санти разработал в том числе герб Твери, взяв за образец изображение на прапоре XVII века, но из-за ссылки Санти этот герб остался лишь проектом. До XVIII века изображение короны на троне мыслилось как герб титулярного Тверского княжества, и лишь герб, созданный Санти, можно впервые без оговорок назвать гербом города Тверь.
В июне 1728 года Верховный тайный совет издал указ о введении нового образца полковых знамён с государственным и городским гербами. В 1729 году под руководством обер-директора над фортификацией генерала Б. К. Миниха и при участии художника Андрея Баранова (живописца А. Д. Меншикова) был составлен Знамённый гербовник. 8 марта 1730 года были утверждены новые гербы для полковых знамён. Герб для знамени Тверского полка имел следующее описание: «по-старому, на серебряном стуле подушка зелёная; на подушке корона княжеская золотая, поле красное».
10 октября 1781 года указом императрицы Екатерины II был утверждён герб Твери как административного центра Тверской губернии: «В красном поле, на зелёной подушке, золотая корона (старый герб)». 

### XIX век
8 декабря 1856 года был высочайше утверждён герб Тверской губернии: «В червлёном поле золотой трон, на нём царская на зелёной подушке корона. Щит увенчан императорскою короною и окружён золотыми дубовыми листьями, соединёнными Андреевскою лентою». 
В 1859 году был составлен проект нового герба Твери по правилам, разработанным Б. В. Кёне. Изображение в щите практически копировало геральдический рисунок герба губернии. Но вот щит стал увенчиваться царскою шапкою в виде венца Мономахова и был окружён золотыми колосьями, соединёнными Александровской лентой. 
В 1882 году, в ходе геральдической реформы Б. В. Кёне, была составлена новая версия герба Твери: «в червлёном окаймлённом золотом щите на золотом двухступенчатом подножии такого же цвета трон без подлокотников с высокой спинкой; на сидении на лазоревой подушке с золотыми кистями — шапка Мономаха. За щитом положенные накрест два чёрно-золото-серебряных знамени, соединённые червлёной лентой». Этот герб остался неутверждённым и не был широко известен.

### XX и XXI века

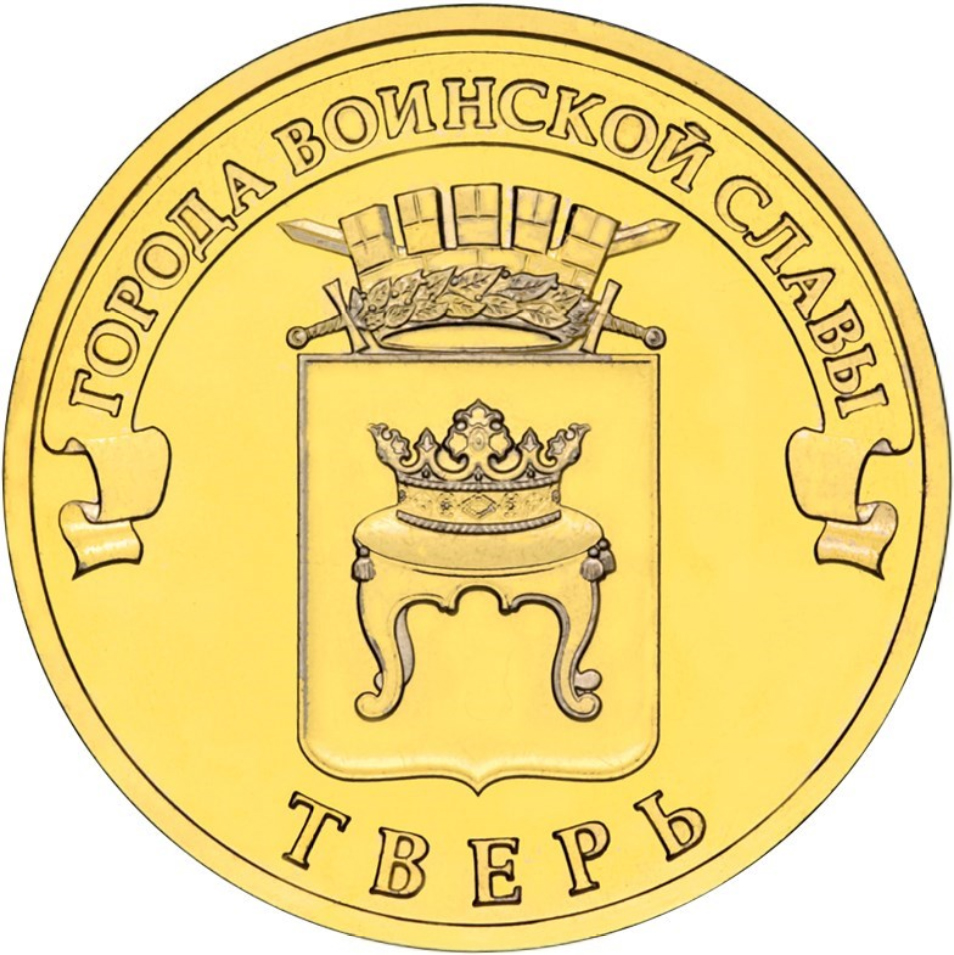
Герб Твери на монете номиналом 10 рублей, из серии «Города воинской славы»

В советское время герб Твери, в силу наличия в нём монархических символов, не использовался. В конце 1960-х годов известно о попытках создания герба г. Калинина, однако они закончились неудачно. О советском гербе города Калинина начали говорить летом 1966 года. Зачинщиком стала популярная молодёжная газета «Смена». В 1967 году Исполком Калининского горсовета объявил конкурс на герб города Калинина. В «Положении о конкурсе» было сказано, что в этом символе «в обобщённом виде должны быть отражены наиболее характерные особенности Калинина как административного, хозяйственного и культурного центра». Композиция герба могла быть любой, единственным и обязательным условием было включение в рисунок слова «Калинин». Предполагалось, что город должен был получить герб к 50-летию Советской власти. Первый тур конкурса не дал ожидаемых результатов, несмотря на то, что было представлено около 70 работ. Члены жюри с сожалением констатировали, что «...многие авторы по-настоящему не поняли своих задач, не изучили исторические материалы, законы геральдики, опыт работы над гербами других городов, наконец, не изучили или не поняли старинные гербы города Твери, их особенности и отличительные черты». Среди нескольких «удачных» проектов был проект герба, символика которого была двусмысленной. В красном поле гербового щита был изображён золотой козёл (как утверждалось — «элемент старого тверского герба»), а внизу — синяя волнистая лента, изображающая реку Волгу. Над рисунком козла помещалась разъясняющая надпись: «Калинин».
Современный герб, основанный на гербе 1781 года, утверждён Решением Тверской городской Думы № 66 от 25 мая 1999 года, решением № 32 от 22 февраля 2000 года было изменено описание герба. 4 ноября 2010 года президент России Д. А. Медведев подписал указы о присвоении Твери почётного звания «Город воинской славы». В соответствии с рекомендациями Геральдического совета герб может изображаться с соответствующей городской короной, за которой положены накрест мечи.